# 1190

## Събития
Битка при Тревненския проход

## Починали
- 10 юни – Фридрих I Барбароса, Крал на Германия и на Свещената Римска империя